# Les Gardiens de Ji
Les Gardiens de Ji, de Pierre Grimbert, est la série qui suit  celle des Enfants de Ji. Ce sont les aventures des descendants des héros des séries précédentes. Insouciants, les enfants des héritiers de Ji jouissent de la paix chèrement gagnée par leurs parents mais, bien qu'ils l'ignorent encore, le monde est sur le point de connaître un nouveau bouleversement. Saat revient, plus puissant que jamais, et rien ne les a préparés à mener ce nouveau combat. Ils vont devoir prendre la relève de leurs aînés afin de défendre, au prix de leur vie s'il le faut, le secret dont ils sont les derniers dépositaires...
C'est le dernier volume de la trilogie.
Cette série est composée de quatre livres :
1. La Volonté du démon, 2008
2. Le Deuil écarlate, 2009
3. Le Souffle des aïeux, 2010
4. Les Vénérables, 2012